# Hyblaeus Catena
La Hyblaeus Catena è una formazione geologica della superficie di Marte.